# Lough Oughter and Associated Loughs SAC
Lough Oughter and Associated Loughs SAC este o arie protejată (sit de importanță comunitară — SCI) din Irlanda întinsă pe o suprafață de 4.755,86 ha, integral pe uscat.

## Localizare
Centrul sitului Lough Oughter and Associated Loughs SAC este situat la coordonatele 54°03′15″N 7°26′46″W / 54.054241°N 7.445987°V.

## Înființare
Situl Lough Oughter and Associated Loughs SAC a fost declarat sit de importanță comunitară în septembrie 2004 pentru a proteja 12 specii de animale.

## Biodiversitate
Situată în ecoregiunea atlantică, aria protejată conține 2 habitate naturale: Lacuri eutrofice naturale cu vegetație de tip Magnopotamion sau Hydrocharition, Mlaștini împădurite.
La baza desemnării sitului se află mai multe specii protejate:
- păsări (11): rață pitică (Anas crecca), rață fluierătoare (Anas penelope), rață mare (Anas platyrhynchos), Anser albifrons flavirostris, rață-cu-cap-castaniu (Aythya ferina), rața moțată (Aythya fuligula), Bucephala clangula, lebădă de iarnă (Cygnus cygnus), culic mare (Numenius arquata), corcodel mare (Podiceps cristatus), nagâț (Vanellus vanellus)
- mamifere (1): vidră de râu (Lutra lutra)

Pe lângă speciile protejate, pe teritoriul sitului au mai fost identificate 4 specii de plante, 1 specie de păsări.